# Ершов, Михаил Владимирович
Михаил Владимирович Ершов (Москва) — российский экономист; доктор экономических наук, профессор Финансового университета при Правительстве РФ. Главный директор по финансовым исследованиям и руководитель департамента финансового анализа «Института энергетики и финансов», автор нескольких книг и множества публикаций по экономике.
Входит в состав Межрегионального банковского совета при Совете Федерации.
Член комиссии по банкам и банковской деятельности РСПП.

## Биография
Окончил факультет международных экономических отношений Московского финансового института.
В 1986 году окончил очную аспирантуру Института мировой экономики и международных отношений АН СССР, защитив там кандидатскую диссертацию по международным валютно-финансовым проблемам.
В 1998 году защитил докторскую диссертацию в Институте Европы РАН по международным валютно-финансовым проблемам.
Работал в крупных международных и российских финансовых компаниях и банках. В течение ряда лет возглавлял консультационный департамент международной аудиторской фирмы «Делойт и Туш».
До октября 2013 года работал старшим вице-президентом «Росбанка».
В настоящее время является главным директором по финансовым исследованиям и руководителем департамента финансового анализа «Института энергетики и финансов».

### Государственная и общественная деятельность
Участвовал в работе экспертных групп государственных и общественных организаций. Принимал участие в работе официальных делегаций в рамках встреч «Большой восьмёрки» (G8).
Участвовал в рабочих группах президиума Государственного совета РФ:
- по проблемам государственной промышленной политики (2003 год);
- по проблемам развития банковского сектора (2006 год);
- по проблемам повышения инвестиционной привлекательности регионов РФ (2010 год).

В феврале 2014 года выступил с докладом на встрече президента Владимира Путина с экспертной группой учёных-экономистов РАН.
Входит в состав Межрегионального банковского совета при Совете Федерации.
Член комиссии по банкам и банковской деятельности РСПП.

### Научная деятельность
Является профессором кафедры «мировой экономики и международных финансовых отношений» Финансового университета при Правительстве РФ
Автор нескольких книг и множества журнальных и газетных публикаций по валютным, банковским и денежно-кредитным проблемам.
В 2012 году вошёл в состав коллектива российских и казахстанских экономистов (Сергей Глазьев, Сайлау Байзаков, Михаил Ершов, Дмитрий Митяев, Глеб Фетисов) представивших программный доклад с предложениями по реформированию глобальной валютно-финансовой системы. Доклад стал победителем в конкурсе на лучшие предложения для предстоящего саммита G-20 (2012) проведённого ассоциацией «Евразийский экономический клуб ученых».

## Экономические взгляды
Михаил Владимирович специализируется по валютным и денежно-кредитным проблемам. И начиная с конца 1990-х годов в своих книгах и журнальных публикациях он неоднократно предсказывал возможность наступления глобального экономического кризиса. Он доказывал грядущее глубокое падение фондовых индексов на рынке США, и наступающие глубокие проблемы американского доллара, а как следствие и всей мировой валютной системы в целом.

«Ершов утверждает в своей книге, что американский фондовый рынок в целом „перегрет“, вследствие чего может произойти существенное падение котировок. Книга подписана в печать в октябре 1999 г. На фоне общего экономического благополучия США, благоприятных показателей экономического роста, низкого уровня безработицы, неуклонного повышения котировок и т. п. Такой вывод мог бы показаться чрезмерно алармистским. Но прошло менее полугода…и к середине апреля обозначилось резкое падение индекса Nasdaq». Симония Н. А., Газета «Известия», апрель 2000 года.

Как свидетельствует наступивший в 2008—2009 годах Мировой финансовый кризис, к сожалению его прогнозы оправдались[нужна атрибуция мнения]. При этом в современных публикациях Михаил Владимирович не видит быстрого выхода из наступившего экономического кризиса и считает, что после первой волны, неминуемо наступит вторая, причём более глубокая фаза кризиса, так что выход из кризиса будет происходить очень медленно — в течение десятка лет и может потребовать преобразования и существенного видоизменения мировой валютной системы в целом.
По поводу Российской экономики, Михаил Владимирович остаётся сторонником укрепления национальной валюты и национальных финансовых институтов, критикуя валютную политику проводимую Центробанком России, считая что девальвация рубля лишь стимулирует сырьевой экспорт, не давая проводить модернизацию экономики.
Также он неоднократно предупреждал о серьёзных последствиях преждевременной валютной, банковской либерализации и либерализации движения капиталов (которая например в Японии происходила в течение 30 лет). И как следствие проведенной значительной либерализации финансовой сферы в России, сегодня наша страна сталкивается со значительной зависимостью от турбулентностей на внешних финансовых рынках (в первую очередь на рынке США): при падении фондовых индексов на рынке США, индексы на фондовых биржах в России также падают и часто еще глубже, при этом биржевые спекулянты выводят за рубеж значительные объемы валюты, тем самым подрывая национальную финансовую систему.

«Когда нам пытаются доказать, что при слабом рубле нам же лучше — это абсурдно и равносильно утверждению, что та зарплата, которую мы получаем, и те рубли, которые лежат у нас на вкладах или в кошельке, чем они легковеснее и чем на них меньше можно купить, тем нам же выгоднее. Мы формируем рублевую, а не долларовую экономику, и чем дороже будут рублевые активы у населения и бизнеса, тем они богаче… Конечно, нужно использовать рычаги защиты внутреннего рынка и стимулирования экспорта. Но кто сказал, что все они сводятся только к валютному курсу? Ведь его воздействие часто носит разнонаправленный характер, а девальвация лишь стимулирует сырьевой экспорт, увеличивая зависимость нашей экономики от мировой конъюнктуры». Михаил Ершов, февраль 2004 года.

## Книги
1. Ершов М. В. Валюты в мировой торговле. — М.: Наука, 1992. — 154 с.
2. Ершов М. В. Валютно-финансовые механизмы в современном мире (кризисный опыт конца 90-х). — М.: Экономика, 2000. — 319 с. — ISBN 5-282-01978-7.
3. Ершов М. В. Экономический суверенитет России в глобальной экономике. — М.: Экономика, 2005. — 280 с. — ISBN 5-282-02473-X.
4. Ершов М. В. Финансовая глобализация — вызовы и возможности для России // Мировая валютная система и проблема конвертируемости рубля. Антология. — М.: Международные отношения, 2006. — 328 с. — ISBN 5-7133-1276-3.
5. Ершов М. В. Мировой финансовый кризис. Что дальше? — М.: Экономика, 2011. — 295 с. — ISBN 978-5-282-03130-0.

## Интервью и выступления
- Интервью старшего вице-президента «Росбанка» Ершова Михаила Владимировича журналу «Банковский ряд». январь-февраль 2004 года.
- Стенограмма выступления вице-президента «Росбанка» Михаила Ершова на секции «Экономика» Форума «Стратегия 2020» (недоступная ссылка). Москва, 9 февраля 2009 года.
- «О прогнозах кризиса и необходимых мерах». «Аналитический банковский журнал», Июнь 2009 года.